# 自由の時代

スウェーデン王国
Konungariket Sverige (スウェーデン語)

スウェーデン王国の地図

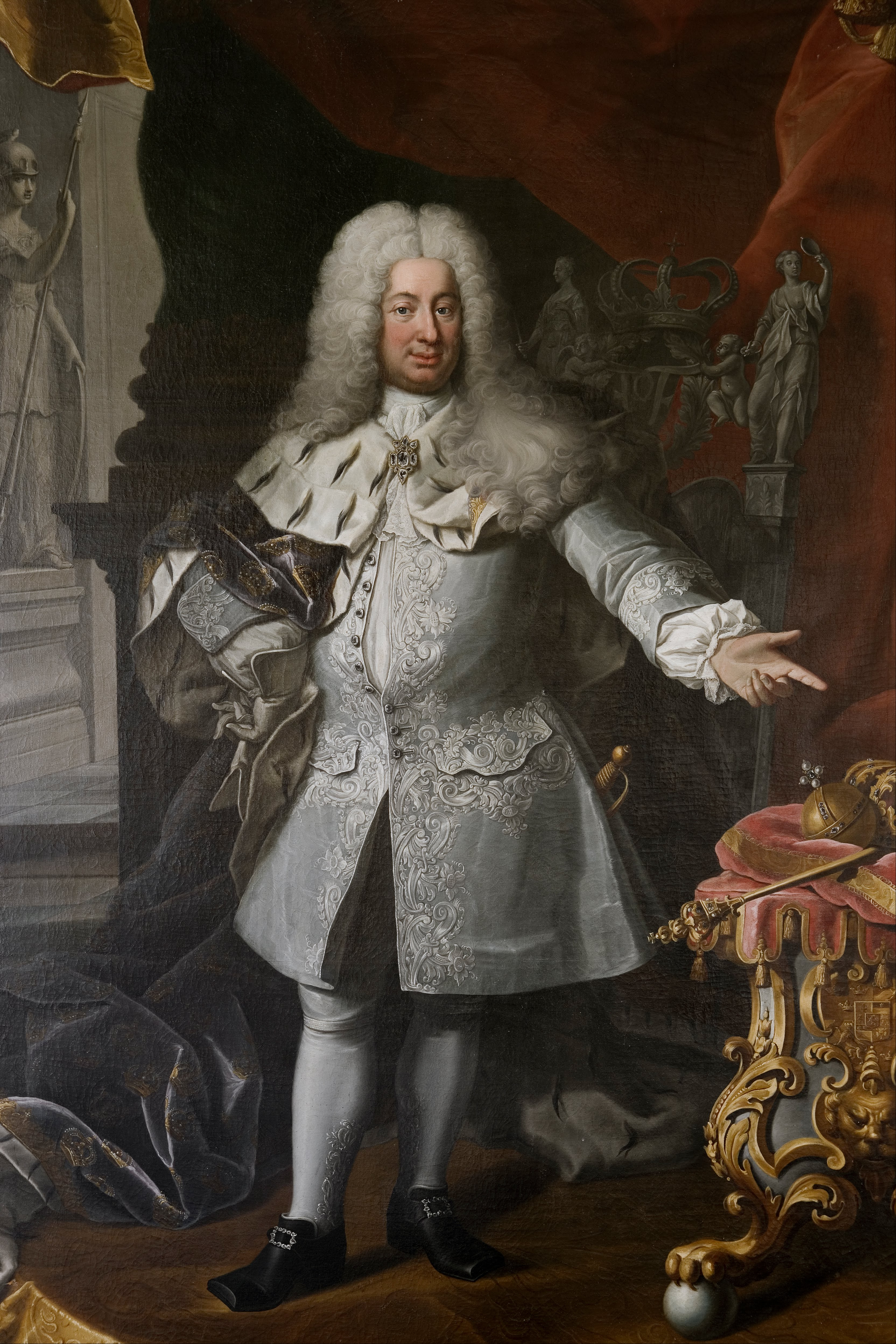
自由の時代のスウェーデン国王フレドリク1世（在位: 1720年 - 1751年）

スウェーデンとフィンランドの歴史における自由の時代（じゆうのじだい、スウェーデン語: frihetstiden、フィンランド語: vapauden aika）とは、1718年のカール12世の死に始まり、1772年のグスタフ3世のクーデターで終わる、半世紀に渡る議会統治とそれに伴って公民権が拡大した期間を指す。君主制から議会制への移行は、大北方戦争の帰結として王権が大幅に制限されたために起こった。
議会制とはいうものの、当時の議会は身分制であり、貴族、聖職者、ブルジョワジー、農民の四部会であった。実際には、農民は代表権を持ってはいたものの、その影響力は不当に抑えられていた。また、課税財産を持たない一般市民にはそもそも参政権がなく、今日的な議会制とはほど遠いものであった。

## 大北方戦争
スウェーデンでは、1697年にカール11世が崩御すると、その息子カール12世がわずか15歳で即位した。若年のため5人の摂政が付けられたが、摂政の影響力に不満を感じた議会はカール12世の親政を求め、カール12世はそれに応じた。スウェーデンの大国化に反発するデンマーク＝ノルウェー、ロシア・ツァーリ国、ザクセン選帝侯領は1699年に北方同盟を結成、1700年には大北方戦争が始まった。カール12世は自ら前線で指揮を執り、開戦わずか半年後にトラヴェンタール条約でデンマーク＝ノルウェーを、1706年にはアルトランシュテット条約でザクセン選帝侯領を屈服させるなど初期の戦いを有利に進めていた。しかし、1718年にフレドリクスハルド要塞包囲戦でカール12世が流れ弾に当たって戦死すると、スウェーデン国内ではその後継者争い、北方同盟側では領土の分配を巡って内部対立が起こったこともあり、和平工作が進められた。
1719年2月20日と1720年2月1日のストックホルム条約により、ハノーファーはブレーメンとフェルデンを、プロイセン王国はシュチェチンを、それぞれ手に入れた。1720年7月3日のフレデリクスボー条約により、デンマークはリューゲン島の他、ペーネ川以北のポメラニア北部とヴィスマールをスウェーデンに返還する代わりに、スウェーデンは60万リクスダラーの支払いとホルシュタイン＝ゴットルプ家への支援打ち切り、エーレスンド海峡通行税の免除特権返上を約束した。ロシアとの和平は1721年のニスタット条約で成立し、スウェーデンはロシアにイングリア、エストニア、リヴォニアとフィンランドのケックスホルム県およびヴィボルグ城を割譲し、200万リクスダラーの賠償金を支払う代わりに、ヴィボルグ以西、カキサルミ以北のフィンランドを回復した。

## 議会制度の改革

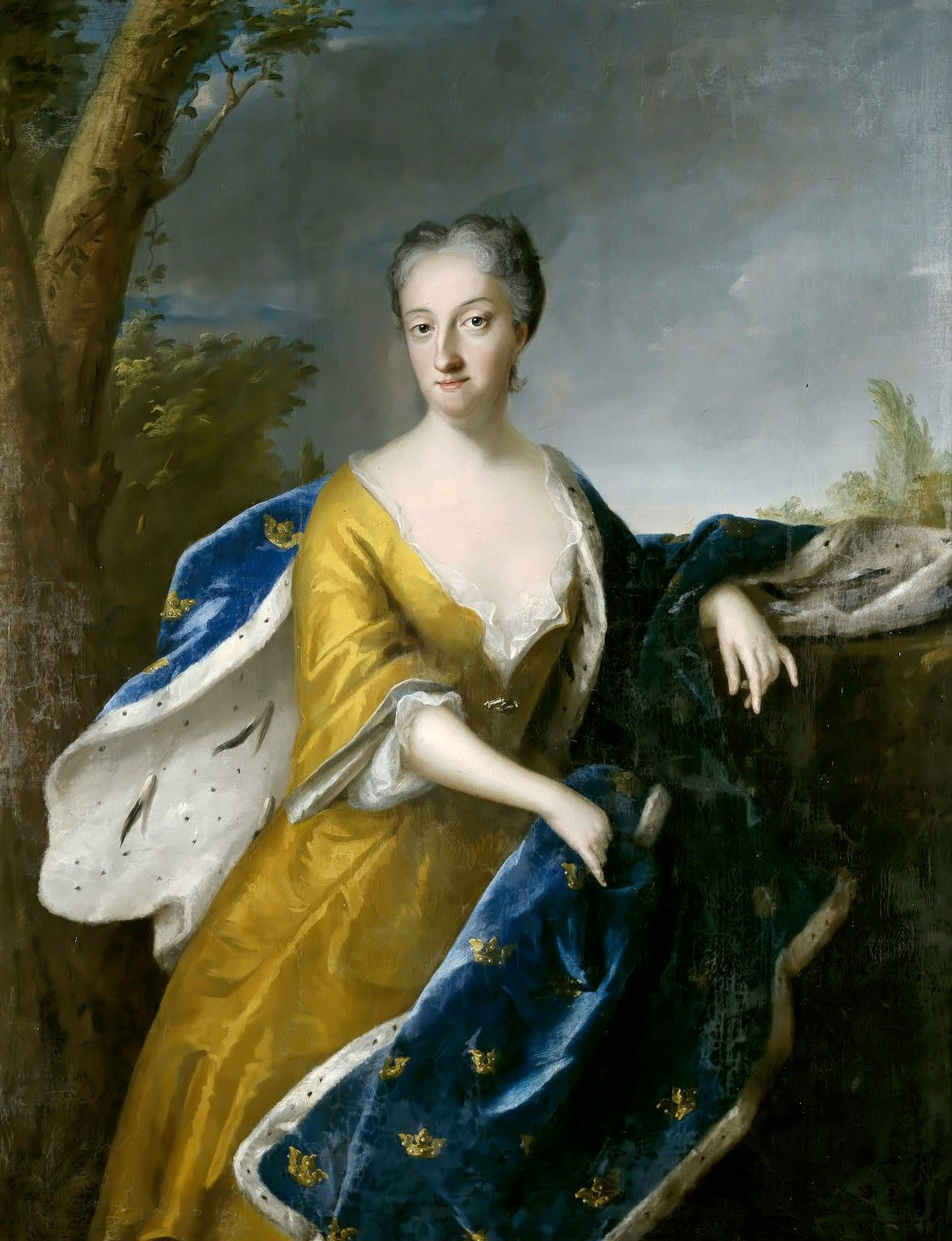
ウルリカ・エレオノーラ女王

カール12世が戦死したことを受け、スウェーデンではその妹ウルリカ・エレオノーラが女王に即位した。その後もロシアとの戦争は続いたが、状況はスウェーデン不利になる一方で、1721年に不利な内容のニスタット条約を締結して講和することになった。その間、1719年から1720年にかけて議会が王権を極度に制限し、議会に権力を集中させる新憲法を制定した。ウルリカ・エレオノーラはこれに反発して退位するが、既に議会との合意でその夫フリードリヒが王位継承者に決まっており、フリードリヒがフレドリク1世として即位した。新憲法の下でスウェーデンは貴族、聖職者、ブルジョワジー、農民の4身分からなる身分制議会による議会制を敷くこととなったが、4身分のうち3身分が合意しないと法律が制定できなかったため、4身分がそれぞれ利害を巡って反目する状況では国力が減退する一方であった。
各議会は、会期初めに選出された議長(talman)が取り仕切ったが、聖職者部会の議長は大司教が務めていた。貴族部会の議長（役職名はlandtmarskalk）は議会から選出される秘密委員会(hemliga utskott)の議長も務めた。秘密委員会は貴族50人、聖職者25人、ブルジョワジー25人で構成される場合が大半だったが、稀に農民25人も加えられた。秘密委員会は最高行政機関としてのみならず最高司法機関および最高立法機関としても機能しており、リクスダーグに提出されるすべての法案を準備し、各省庁および外交政策の統制も担当した。議会が閉会中の場合は枢密院が代わって行政権を握ったが、枢密院も議会にのみ責任を負った。
このように国王の立ち位置はほとんどなく、元首というよりもむしろ飾り物程度の扱いでしかなかった。王権と言えるものは、枢密院に1票を有することと、戴冠式の1度限りで貴族を創家できる程度であった。

## ハッタナ党とメッソナ党

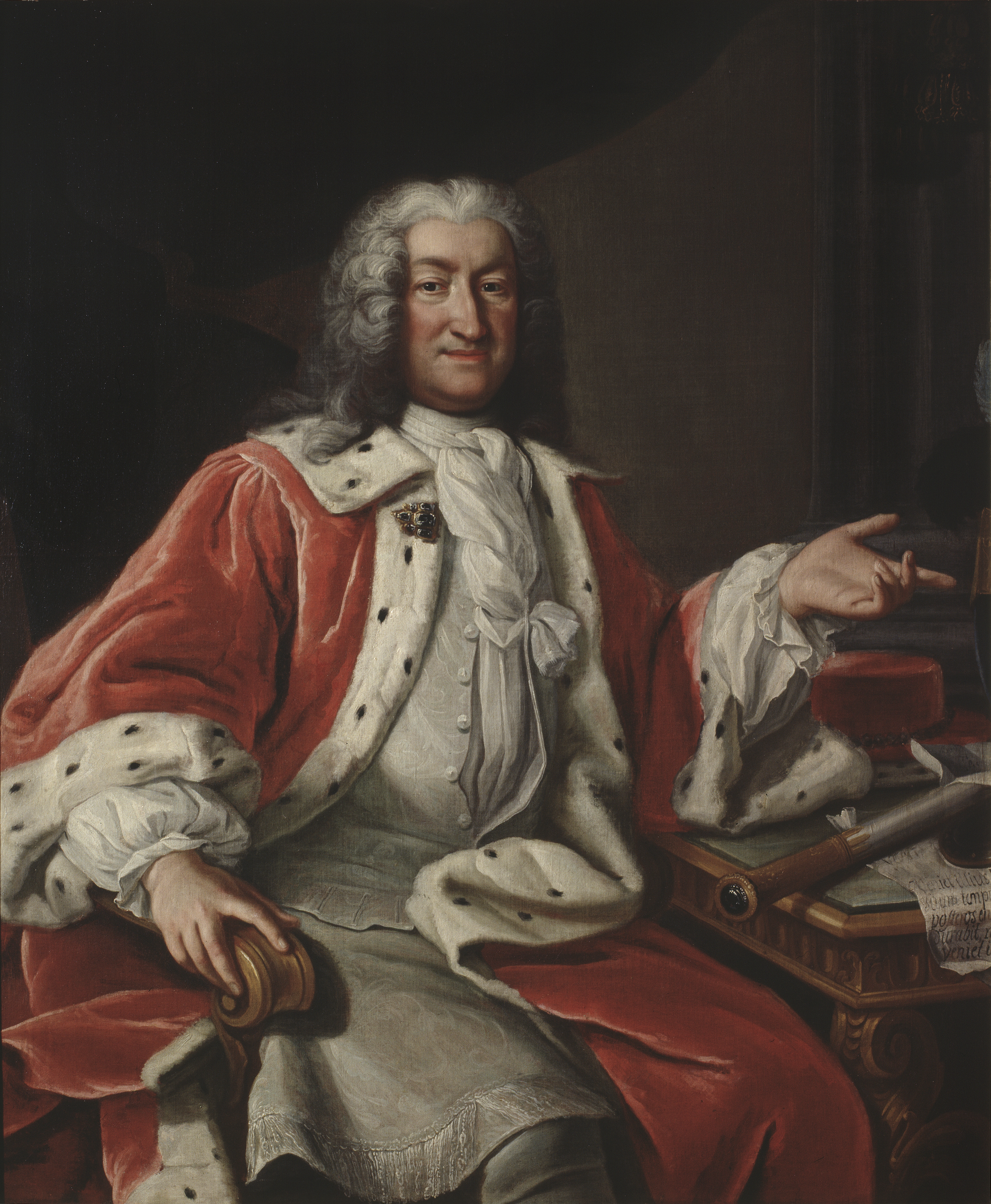
アルヴィド・ホルン

大北方戦争に敗れたスウェーデンは荒廃しており、1719年より政権を握った宰相アルヴィド・ホルンは慎重かつ厳密な管理をもって荒廃した国の復興を進めた。ホルンは、スウェーデンが大陸欧州の情勢に振り回されないよう、スウェーデンの伝統的な外交政策を覆してフランス王国と距離を置き、グレートブリテン王国（イギリス）との接近を図った。この外交政策により、20年続いた戦争の後に20年に渡る平和が訪れ、スウェーデンは急速に復興した。しかし、復興により戦争の惨禍は忘れられ、ホルンの治績も顧みられなくなり、政治家の権力闘争が始まった。
1719年以降、少数の大貴族が多くの弱小貴族を影響下に置いて所領を安堵するようになると、その中から自然発生的にカール・ギレンボリやカール・グスタフ・テッシンのような野心的な指導者が現れるようになった。彼らは、ホルンらがスウェーデンの栄光を犠牲にし、平和に安住して惰眠を貪る者であるとしてナットメッソル党 (典: Nattmössor、ナイトキャップの意) と呼んで揶揄した（後にあまりに侮辱的であることから柔らかい帽子を意味するメッソナをあててメッソナ党 (典: Mösspartiet) と呼ぶようなった）。それに対して、自らは栄光ある繁栄を追求する志士であるとして、士官らが着用する三角帽に力強さを仮託して、ハッタナ党 (典: Hattpartiet) と名乗った。こういった一種過激なレッテルはすぐさま大衆の注目を浴び、1738年にリクスダーグが召集されたときには党派のシンボルとなっていた。
1738年のリクスダーグではホルンが失脚して引退を余儀なくされた。ホルンは二流国に転落したスウェーデンにとって、フランスとの同盟は荷が重すぎると認識してそれを回避したが、ホルンを失脚させたハッタナ党にとって、栄光なき繁栄は価値のないものであった。その代わりに、フランスとの同盟を梃子に、スウェーデンを以前のような大国とすることで栄光ある繁栄を目指した。一方のフランスは北欧に自国の地歩を維持するため、ハッタナ党に惜しみなく資金を投入した。

## ハッタナ党政権

### 対露戦争と王位継承問題

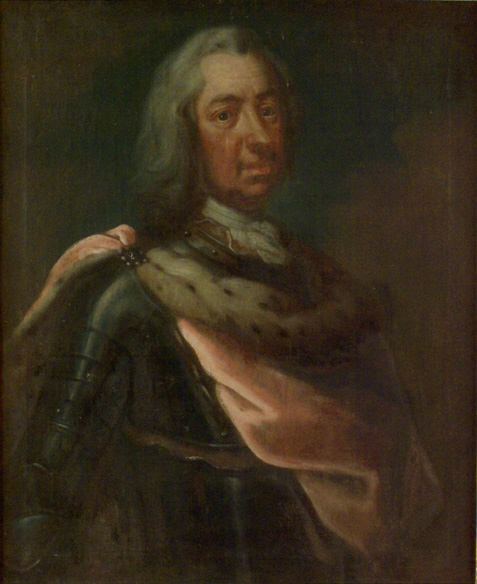
カール・エミール・レーヴェンハウプト

政権を握ったハッタナ党の最初の失敗は1741年から1743年までの対露戦争である。神聖ローマ皇帝カール6世とロシア女帝アンナがほぼ同時に死去したことで、ヨーロッパ情勢は混迷を深め、対露戦争計画を仕掛ける好機であるように思えた。メッソナ党は開戦に頑強に反対したが、1740年のリクスダーグではロシア領フィンランドへの侵攻計画が性急に進められた。スウェーデンは1741年7月20日にロシアに対して宣戦布告し、1ヵ月後にはリクスダーグが解散、ハッタナ党所属の貴族部会議長カール・エミール・レーヴェンハウプトは軍の指揮を執るためにフィンランドの前線に向かった。スウェーデン軍は1740年のうちから戦争準備をしていたが、宣戦布告の時点ですら十分な準備ができていなかった。このため、フィンランドに侵攻するどころか、逆にロシア軍に機先を制され、宣戦布告から6か月後にヴィルマンストランドに侵攻される有様であった（ヴィルマンストランドの戦い）。この戦闘から6か月間戦闘が全くおこらず、その後にサンクトペテルブルクでフランス大使の調停により休戦協定が結ばれた。休戦協定の期限が切れるまでにスウェーデン軍の士気が大きく下がり、敵襲があるという噂だけでパニックに陥ってヘルシンキまで敗走するほどだった。結局、年末までにフィンランド全土がロシアの手に落ちた。スウェーデン艦隊は宣戦布告前から展開していたものの、疫病に襲われて何の役にも立たなかった。
このような戦況からすれば、翌年のリクスダーグはハッタナ党にとって裁判も同然の状況であった。しかし、ハッタナ党はリクスダーグで最重要課題として王位継承問題を持ち出し、戦争責任に関する議論を回避した。ちょうど前女王ウルリカ・エレオノーラが1741年11月24日に亡くなり、その夫フレドリク1世も高齢で、夫妻には子がいなかったからである。そこにロシア女帝エリザヴェータがウルリカ・エレオノーラの従兄弟でホルシュタイン＝ゴットルプ家公子のアドルフ・フレドリクを王位継承者とするならフィンランドを返還してもよいと持ちかけたことから、ハッタナ党は失地回復と名誉挽回の好機として和平交渉のテーブルに就いた。結局、1743年5月7日のオーボ条約にエリザヴェータの提案が容れられ、フィンランドは南部のキュミ川以東を除いてスウェーデンに返還された。1751年3月にはフレドリク1世が崩御した。

### ポメラニア戦争

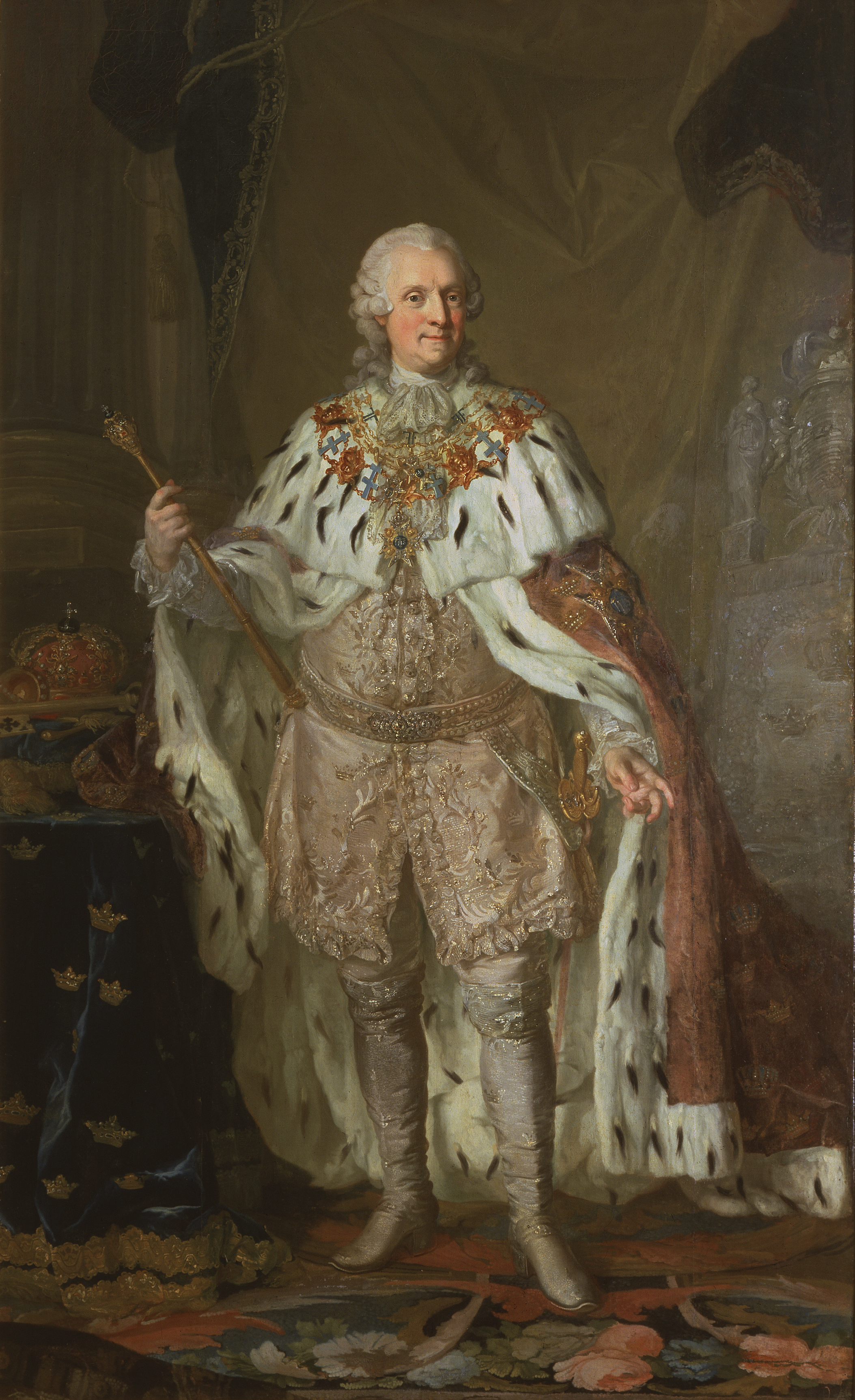
国王アドルフ・フレドリク

アドルフ・フレドリク（1751年 - 1771年）の治世では先代よりも情勢は落ち着いていたが、プロイセンのフリードリヒ大王の妹でもあった王妃ロヴィーサ・ウルリカはあまりにも王権が制限されていることに強い不満を持ち、その子息に啓蒙専制君主たり得る資質を身に付けさせるよう教育に力を入れた。ロヴィーサ・ウルリカは1756年には数人の王党派貴族の協力を得て君主制革命を企図したが、あっさり鎮圧されてしまった。この企てはアドルフ・フレドリクの与り知るところではなかったが、彼もその責を負うことになり、王権もさらに制限されることになった。
ハッタナ党は国内政治においては君主制革命の鎮圧に成功したが、一方で外交政策については綻びが目立つようになった。スウェーデンはフランスの扇動もあってポンメルンの奪還を狙って七年戦争に参戦した（ポメラニア戦争も参照）。当時プロイセンはザクセン、シュレージエン、東プロイセンで戦端を開いており、わずか1万7千の兵力でもポンメルンを占領できると見込んだのである。しかし、これは破滅的な結果を齎した。フランスからの資金援助は6週間分の戦費に過ぎず、実際にスウェーデンが費やした戦費にはまったく不足していた。結局、多大な戦費を費やして4万人もの将兵を失ったにもかかわらず何ら得るものなく講和を結んで停戦した。1760年のリクスダーグではハッタナ党への風当たりが極めて強く、徹底的な糾弾は避けられないかに思われたが、卓越した議会戦術で20ヶ月の会期を乗り切り、さらに4年間の政権を確保した。しかし、ハッタナ党の命脈はここまでで、1765年のリクスダーグではメッソナ党が政権を握った。メッソナ党の指導者トゥーレ・ルドベックは、ハッタナ党のフレドリク・アクセル・フォン・フェルセンを抑え、大多数の支持で国会議長に選出された。また、秘密委員会の100議席のうち、ハッタナ党の議席はわずか10に留まった。

## メッソナ党政権

### ロシアとの同盟

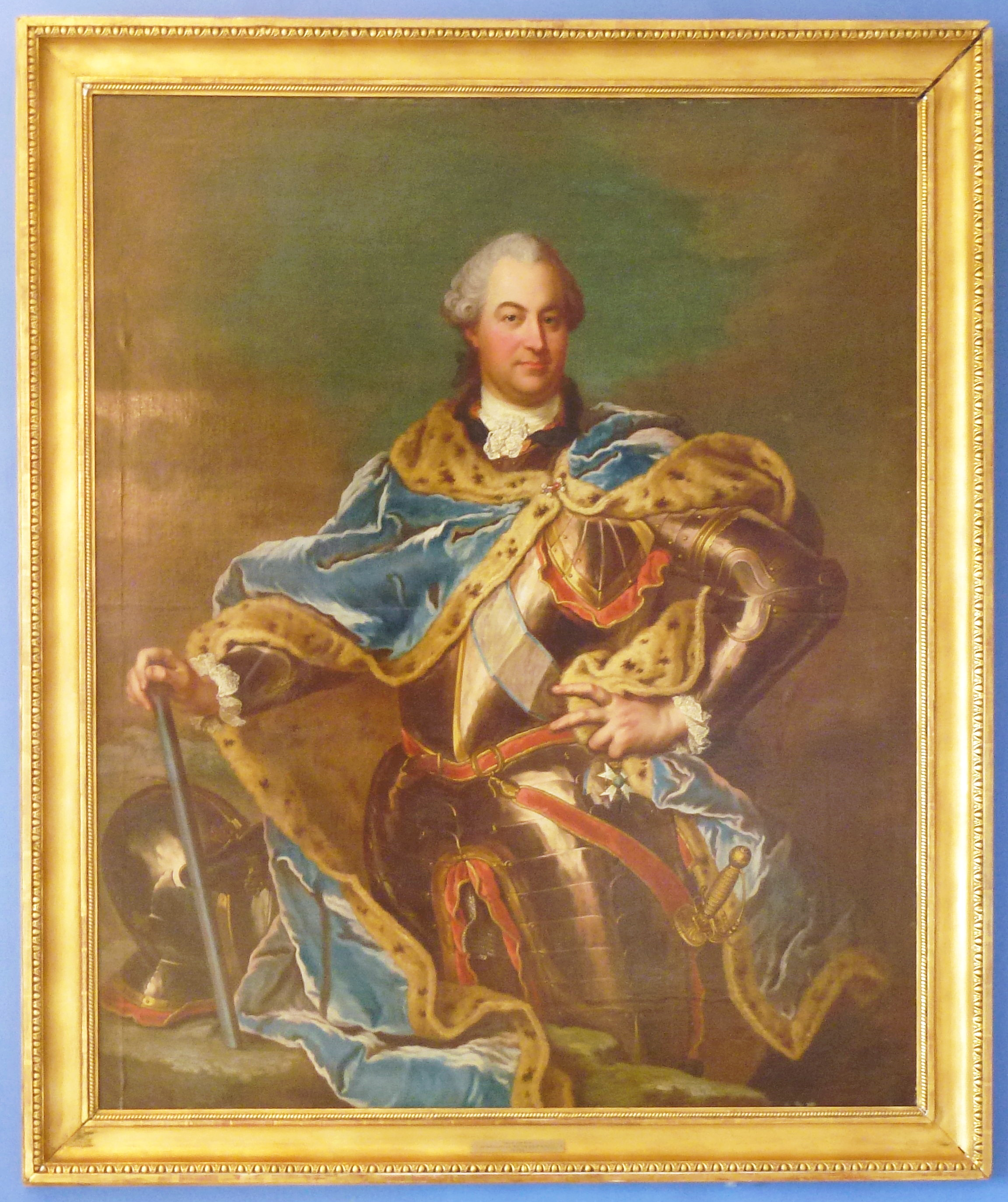
メッソナ党の議長トゥーレ・ルドベック

メッソナ党はハッタナ党の弱点を突き、直ちに予算執行報告書の作成を命じた。この結果、ハッタナ党政権ではほとんど思いつきで多額の支出が行われ、粉飾も行われていたこと、さらに長い政権期間中には国債残高が増大し、しかもその1/3は償還のためのものであることがすぐに明らかになった。このためリクスダーグでは債務再編が集中的に議論され、「緊縮国会」(Reduktion Riksdag)と呼ばれるほどであった。メッソナ党は債務残高を半減させることに成功し、歳入と歳出の間に一定の均衡がみられるほどになった。メッソナ党はさまざまな改革を行ったが、中でも1766年に制定された出版自由法は報道の自由を保証するもので、これは現在でもスウェーデン憲法の一部を成す基本法の一つとなっている。しかし、メッソナ党の最重要政策は、フランスの影響を減ずるためにロシア帝国との関係を強化することであった。
もはや大国ではなくなっていたものの、スウェーデンには未だ大国としての多くの責務が課せられていた。スウェーデンとの同盟は、たとえその価値が暴落していたとしても、国際社会ではそれなりに意味のあるものであったからである。これはスウェーデンが1年の半分は雪に閉ざされ実質的に不可侵となること、大陸に持つスウェーデン領ポメラニアが神聖ローマ帝国の中心部に食い込んでいること、フィンランドがロシアに与しない勢力にとってロシア帝国の首都サンクトペテルブルクを窺う拠点となることなど、地政学的な価値が極めて高いことによるものである。
このため、防衛同盟や海洋国家との通商協定締結に留め、慎重に中立を保つことは、スウェーデンの基本的な安全保障政策であり、これは元よりメッソナ党が常に重視していたことでもあった。しかし、ハッタナ党が北方におけるフランスの覇権の代弁者となっていたことから、若いメッソナ党員はフランスの影響に対抗し得る強力な相手と同盟を結ぶべきだと主張するようになった。しかし、ブリタニカ百科事典第11版によると、ロシアとの同盟は、フランスとの軍事同盟よりも危険視すべきことである。すなわち、フランスはスウェーデンに直接危険を及ぼせるほど近くはなく、フランスもスウェーデンとの同盟においてスウェーデンの勢力をできるだけ強く維持するよう注意を払っていた一方、ロシアはスウェーデンを味方につけるよりもむしろ将来支配下に置くことを目論み、古くからライバル視していたためである。ところが結局、メッソナ党はロシアと同盟を結ぶことを決定してしまう。

### メッソナ政権崩壊

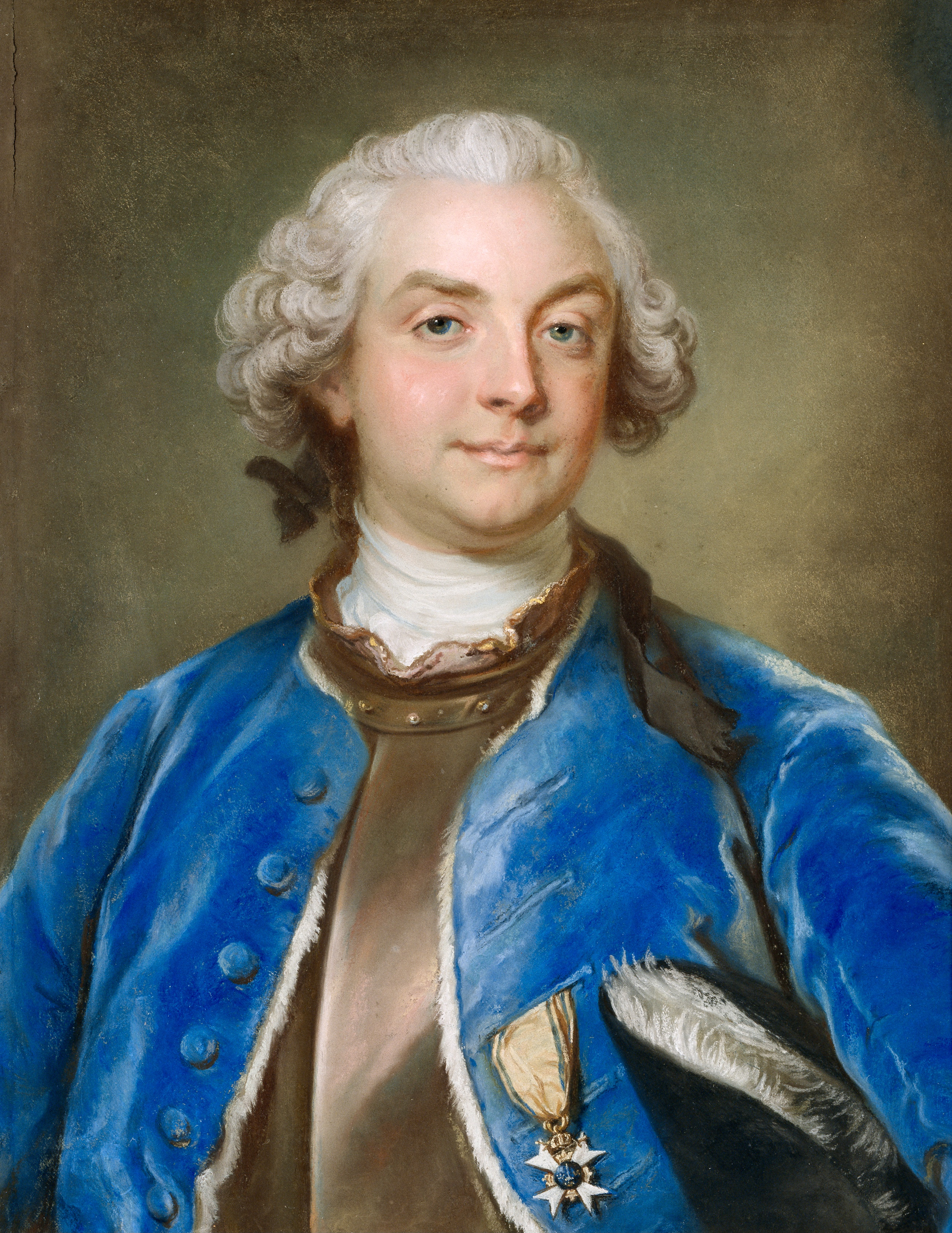
ハッタナ党の議長フレドリク・アクセル・フォン・フェルセン

メッソナ党政権は長くは続かなかった。国民はメッソナ党が行った改革による弊害に倦み、街にはメッソナ党の政策を風刺するパンフレットが溢れるようになった。メッソナ党は自らが制定した出版自由法のため、これらの風刺文を取り締まることもできず追い詰められていった。枢密院はリクスダーグで定めた緊縮措置に対するすべての抗議行動は罰金または禁固刑に処すとした命令を発布して対抗したが、アドルフ・フレドリクはこの命令への署名を拒否した。アドルフ・フレドリクは王太子グスタフの提案を受け、枢密院議員に対して危機を緩和するため臨時リクスダーグを招集することを求めた。メッソナ党が牛耳る枢密院がこれを拒否すると、アドルフ・フレドリクは退位を宣言した。これにより1768年12月15日から21日までスウェーデンは無政府状態に陥った（いわゆる12月危機）。その後、枢密院が譲歩すると、リクスダーグは1769年4月19日に招集されることになった。
ハッタナ党はリクスダーグ開会前夜にフランス大使館で総会を開催した。フランス大使モデヌ伯爵は、ハッタナ党に対して「憲法を改正し、君主制を強化した場合に600万リーヴルを提供する」と約束した。一方、ロシア大使イワン・オステルマンはメッソナ党の顧問兼会計を務めており、メッソナ党員を大々的に買収した。メッソナ党はこれを受けて、ロシアを排除することに投票するのであればロシアからの報復を受けるであろう、と公然と脅迫し、さらにストックホルムの代わりにロシア艦隊のアクセスが容易なノーショーピングでリクスダーグを開くことで劣勢を乗り切ろうとした。しかし、4月19日にノーショーピングでリクスダーグが招集されると、メッソナ党は4身分すべてで少数派になっていた。リクスダーグの議長選挙ではフェルセンとルドベックが再び激突し、今度はロシアの買収にもかかわらずフェルセンがルドベックに234票差で勝利した。
メッソナ党もわずかながら抵抗し、ロシア、プロイセンおよびデンマーク大使からハッタナ党によるいかなる「報復」にも抗議するという共同声明を取り付けたものの、これも政権崩壊を早めるだけに終わった。メッソナ党の枢密院議員らは弾劾を免れるために一斉に辞任し、代わってハッタナ党員がその地位を占めた。6月1日、リクスダーグは首都ストックホルムに場所を移して開かれた。すると、フランス大使と王太子グスタフは新たな枢密院議員らを前に、リクスダーグ開会前に行った憲法改正の約束を果たすよう求めたのである。しかし、議員には約束を果たすつもりはなく、結局リクスダーグは1770年1月30日に何も決められないまま混沌のうちに閉会した。

## 自由の時代の終焉

グスタフ3世のクーデターの首謀者の1人ヤーコプ・マグヌス・スプレングポルテン

国王アドルフ・フレドリクは1771年2月12日に死去した。国王の崩御に伴い行われた選挙ではメッソナ党が勝利したが、農民部会では僅差に勝利したにすぎず、貴族部会ではほとんどの議員がハッタナ党を支持した。いずれにしても、議会は新王グスタフ3世の到着（アドルフ・フレドリクの崩御時点ではパリに滞在中）まで何もできず、またグスタフ3世がどちら側につくか予想ができなかった。実際には、グスタフ3世はハッタナ党とメッソナ党に知らせずにフランスとの同盟を更新しており、グスタフ3世が親政に成功した場合にフランスは1772年1月より毎年150万リーヴルの援助金を支払うという約束もとりつけていた。
そして、グスタフ3世はストックホルムに到着すると、協議委員会を開いてメッソナ党とハッタナ党の調停を試みた。しかし調停は失敗、メッソナ党とハッタナ党は戴冠式の宣誓文をめぐって争った。メッソナ党が提案した宣誓文では退位が禁じられるほか、「4部会全てによる決定」ではなく「4部会の多数による決定」に従うとされたが、これはメッソナ党が（ハッタナ党の牛耳る）貴族部会を無視して政権を握るための変更であった。さらに人事において「主に」能力で決めるのではなく能力「のみ」で決めるという条項により、貴族特権も削ろうとした。
結局宣誓文をめぐる争議は1771年中には収まらず、グスタフ3世が再び調停を試みるもブルジョワの抵抗に遭って失敗した。やがて貴族が争いつかれて1772年2月24日に譲歩すると、メッソナ党は今度はハッタナ党最後の重鎮である枢密院を攻撃、4月25日に枢密院を廃止に追い込んだ。ここにきてグスタフ3世の王権が完全に消え去ったが、ヤーコプ・マグヌス・スプレングポルテンがクーデターを持ちかけてきた。グスタフ3世はスプレングポルテン、ヨハン・クリストファー・トール、王弟カールの助力を借りてクーデターを成功させた。そして、1772年8月20日に新憲法が制定され、王権が強化されたことで自由の時代は終焉した。

## 関連図書
- Roberts, Michael (2003). The Age of Liberty: Sweden 1719-1772. Cambridge University Press. ISBN 978-0-521-52707-1.
- Wolff, Charlotta (2007). “Aristocratic republicanism and the hate of sovereignty in 18th-century Sweden”. Scandinavian Journal of History. 32 (4): 358–375. doi:10.1080/03468750701659392.